# شريش

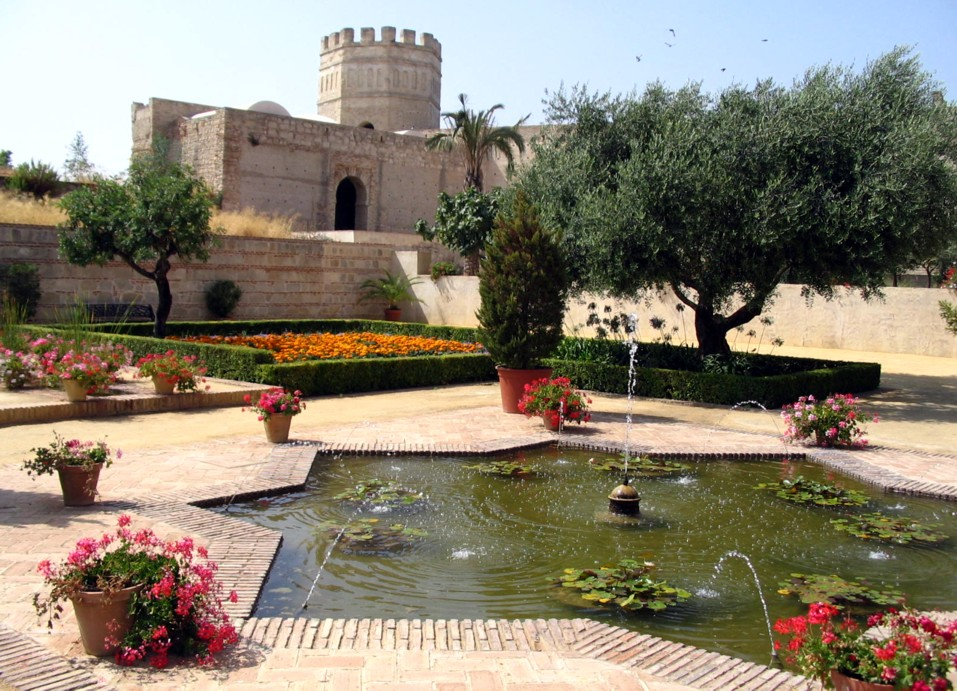
قلعة شريش

شَرِيش أو شِرِش (الملقبة بالفَرَنتِيرة أي الحدود)، أو بلدية خيريز دي لا فرونتيرا (بالإسبانية: Jerez de la Frontera ومعناها شريش الحدود)، هي بلدية بمقاطعة قادس من منطقة الأندلس. يناهز عدد سكانها الـ200.000 نسمة. وسميت بشريش الحدود لدورها التاريخيّ أثناء حروب الاسترداد. وتشتهر بصناعة نبيذ الشيري (بالإنكليزيّة Sherry)، وبالإسبانية Jerez أي شريش.

## المناخ
يظهر الجدول التالي التغييرات المناخية على مدار السنة لشريش:
| البيانات المناخية لـشريش                | البيانات المناخية لـشريش | البيانات المناخية لـشريش | البيانات المناخية لـشريش | البيانات المناخية لـشريش | البيانات المناخية لـشريش | البيانات المناخية لـشريش | البيانات المناخية لـشريش | البيانات المناخية لـشريش | البيانات المناخية لـشريش | البيانات المناخية لـشريش | البيانات المناخية لـشريش | البيانات المناخية لـشريش | البيانات المناخية لـشريش |
| الشهر                                   | يناير                    | فبراير                   | مارس                     | أبريل                    | مايو                     | يونيو                    | يوليو                    | أغسطس                    | سبتمبر                   | أكتوبر                   | نوفمبر                   | ديسمبر                   | المعدل السنوي            |
| --------------------------------------- | ------------------------ | ------------------------ | ------------------------ | ------------------------ | ------------------------ | ------------------------ | ------------------------ | ------------------------ | ------------------------ | ------------------------ | ------------------------ | ------------------------ | ------------------------ |
| الدرجة القصوى °م (°ف)                   | 25.3 (77.5)              | 29.0 (84.2)              | 30.6 (87.1)              | 33.6 (92.5)              | 38.2 (100.8)             | 42.0 (107.6)             | 44.7 (112.5)             | 45.1 (113.2)             | 44.6 (112.3)             | 36.5 (97.7)              | 30.8 (87.4)              | 26.8 (80.2)              | 45.1 (113.2)             |
| متوسط درجة الحرارة الكبرى °م (°ف)       | 16.2 (61.2)              | 17.8 (64.0)              | 20.8 (69.4)              | 22.2 (72.0)              | 25.5 (77.9)              | 29.9 (85.8)              | 33.6 (92.5)              | 33.5 (92.3)              | 30.4 (86.7)              | 25.5 (77.9)              | 20.2 (68.4)              | 16.9 (62.4)              | 24.4 (75.9)              |
| المتوسط اليومي °م (°ف)                  | 10.7 (51.3)              | 12.1 (53.8)              | 14.6 (58.3)              | 16.0 (60.8)              | 19.0 (66.2)              | 22.9 (73.2)              | 25.9 (78.6)              | 26.1 (79.0)              | 23.7 (74.7)              | 19.6 (67.3)              | 14.9 (58.8)              | 12.0 (53.6)              | 18.2 (64.8)              |
| متوسط درجة الحرارة الصغرى °م (°ف)       | 5.2 (41.4)               | 6.4 (43.5)               | 8.3 (46.9)               | 9.8 (49.6)               | 12.5 (54.5)              | 15.9 (60.6)              | 18.1 (64.6)              | 18.7 (65.7)              | 17.0 (62.6)              | 13.7 (56.7)              | 9.5 (49.1)               | 7.1 (44.8)               | 11.9 (53.4)              |
| أدنى درجة حرارة °م (°ف)                 | −5.4 (22.3)              | −5 (23)                  | −2.4 (27.7)              | −2 (28)                  | 5.0 (41.0)               | 7.0 (44.6)               | 9.8 (49.6)               | 10.5 (50.9)              | 7.0 (44.6)               | 2.8 (37.0)               | −1 (30)                  | −5.4 (22.3)              | −5.4 (22.3)              |
| الهطول مم (إنش)                         | 78 (3.1)                 | 56 (2.2)                 | 37 (1.5)                 | 49 (1.9)                 | 30 (1.2)                 | 9 (0.4)                  | 1 (0.0)                  | 2 (0.1)                  | 27 (1.1)                 | 72 (2.8)                 | 96 (3.8)                 | 109 (4.3)                | 570 (22.4)               |
| متوسط أيام هطول الأمطار (≥ 1 mm)        | 6                        | 6                        | 5                        | 6                        | 4                        | 1                        | 0                        | 0                        | 2                        | 6                        | 7                        | 8                        | 53                       |
| متوسط الرطوبة النسبية (%)               | 77                       | 73                       | 67                       | 64                       | 60                       | 56                       | 52                       | 55                       | 61                       | 69                       | 75                       | 79                       | 66                       |
| ساعات سطوع الشمس الشهرية                | 184                      | 187                      | 224                      | 251                      | 300                      | 318                      | 354                      | 334                      | 250                      | 225                      | 184                      | 158                      | 2٬965                    |
| المصدر: Agencia Estatal de Meteorología |                          |                          |                          |                          |                          |                          |                          |                          |                          |                          |                          |                          |                          |

## توأمة
لشريش اتفاقيات توأمة مع كل من:
- لاس بالماس دي غران كناريا
- بيسكو، بيرو
- قرطبة
- إشبيلية
- فوز دو إيغواسو
- موكيغوا
- إل باسو
- كاسترو أورديالس
- آرل
- بياريتز
- بويرتو جواسيو

## أعلام
- خوسيه ماريا رودريغيز دي لوسادا
- فيليب الثالث ملك نافارا
- خوان غراندي رومان
- ميغيل بريمو دي ريفيرا
- أبو العباس الشريشي